# Магометов, Фарход Абдуалиевич
Фархо́д Абдуали́евич Магоме́тов (узб. Farhod Abdualiyevich Magometov; 11 января 1962 года) — советский и узбекистанский футболист, выступавший на позиции защитника. В 1992—1996 годах выступал за национальную сборную Узбекистана, в составе которой в 1994 году стал чемпионом Азиатских игр. С 2008 года является генеральным директором Профессиональной футбольной лиги Узбекистана.

## Биография
Начал карьеру в 1970-е годы в наманганском «Текстильщике». Позднее играл за джизакский «Бустон», гулистанский «Пахтачи», ташкентский «Пахтакор». В 1981—1984 годах играл за самаркандское «Динамо», сыграв 100 матчей и забив 12 голов. В 1985—1986 годах выступал снова за «Пахтакор», в составе которого сыграл в 75 матчах и забил 3 гола. В 1987—1988 годах играл за кызылординский «Мелиоратор». Позднее выступал за джизакский «Ёшлик» (позднее «Согдиана»), и снова за ташкентский «Пахтакор». После обретения независимости Узбекистаном, продолжал выступать за «Пахтакор», а в 1994—1996 годах за наманганский «Навбахор», где и завершил карьеру.
За сборную Узбекистана сыграл 20 игр. В 1994 году в составе сборной Узбекистана стал чемпионом Азиатских игр.
С 2008 года является генеральным директором Профессиональной футбольной лиги Узбекистана.

## Достижения
- Чемпион Азиатских игр: 1994
- Чемпион Узбекистана (2): 1992, 1996
- Серебряный призёр чемпионата Узбекистана: 1993
- Бронзовый призёр чемпионата Узбекистана (2): 1994, 1995
- Обладатель Кубка Узбекистана (2): 1993, 1995

## Государственные награды
- Медаль «Шухрат»[3]